# Banda K
La banda K definida por el IEEE es un segmento del espectro electromagnético en el rango de frecuencias de microondas comprendidas entre 18 y 27 gigahercios. La banda K entre 18 y 26.5 GHz es fácilmente absorbida por el vapor de agua (la frecuencia de resonancia del agua H2O es de 22.24 GHz, 1.35 cm de longitud de onda).

## Subdivisiones
La banda K que define el IEEE está dividida convencionalmente en tres sub-bandas:
- Banda Ka: K-above band, 26.5–40 GHz, a menudo utilizada para radar y comunicaciones experimentales.
- Banda Kː 18-27 GHz
- Banda Ku: K-under band, 12–18 GHz, a menudo utilizada para comunicaciones vía satélite, comunicaciones terrestres por microondas, y también en radar( especialmente por la policía de tráfico en los detectores de velocidad).

## Banda K OTAN
La banda K, según la OTAN, se define como una banda de frecuencias entre 20 y 40 GHz (7.5–15 mm).

## Astronomía infrarroja de la banda K
La astronomía infrarroja se refiere a la región infrarroja que ronda los 2.2 micrómetros de longitud de onda (136 terahercios) como la banda K.

## Nombre
La denominación banda "K" proviene de la palabra alemana "kurz" que significa corto.